# Štírovec dutolistý
Štírovec dutolistý (Scorpidium scorpioides (Hedw.) Limpr.; synonyma.: Hypnum scorpioides Hedw., Calliergon scorpioides (Hedw.) Kindb., Drepanocladus scorpioides (Hedw.) Warnst.) je bokoplodý mech z čeledi Scorpidiaceae. Roste v mokřadech a je typický mohutnějším vzrůstem a srpovitě zahnutými lístky sčesanými na jednu stranu, které nemají žebro.

## Znaky

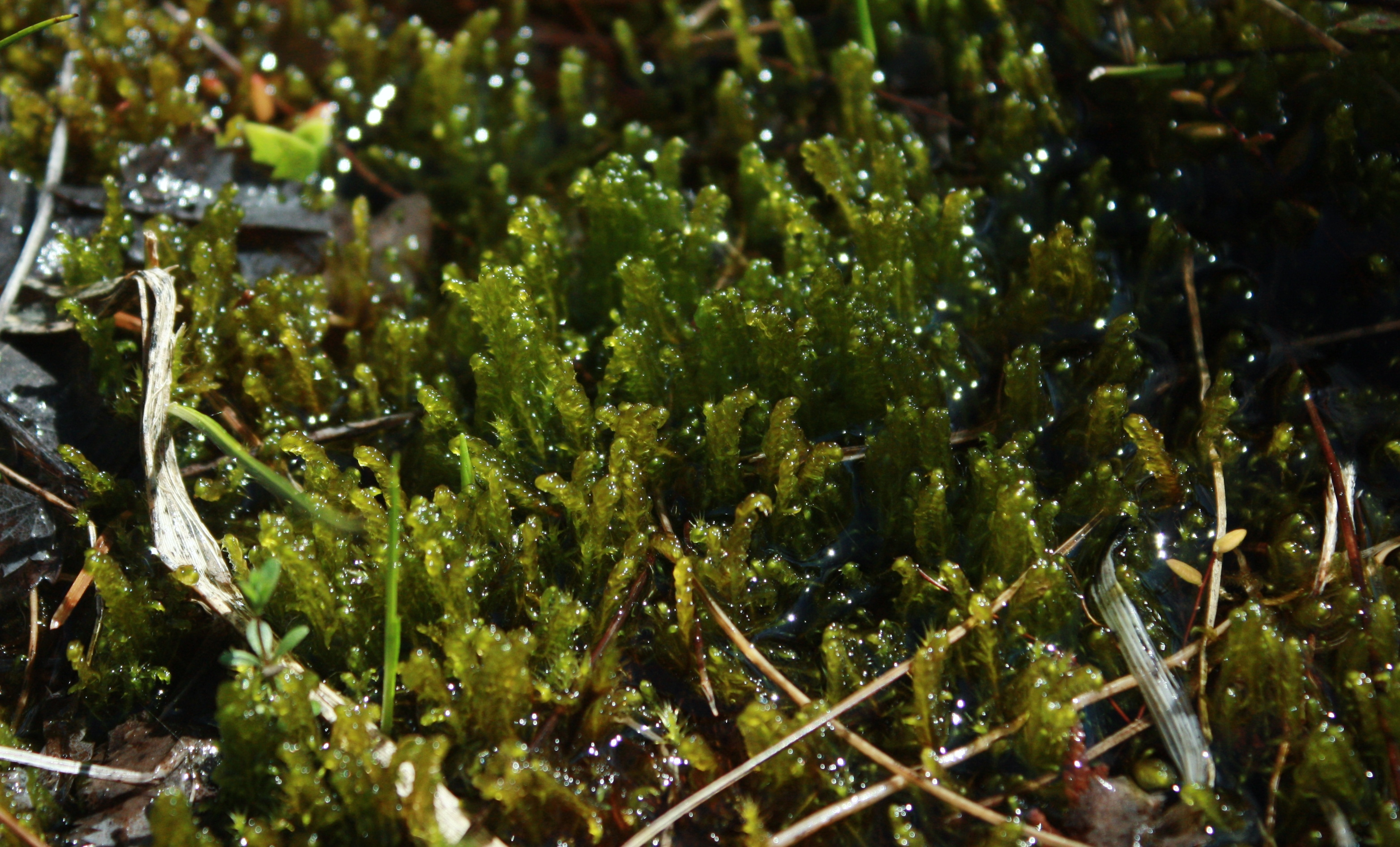
štírovec dutolistý

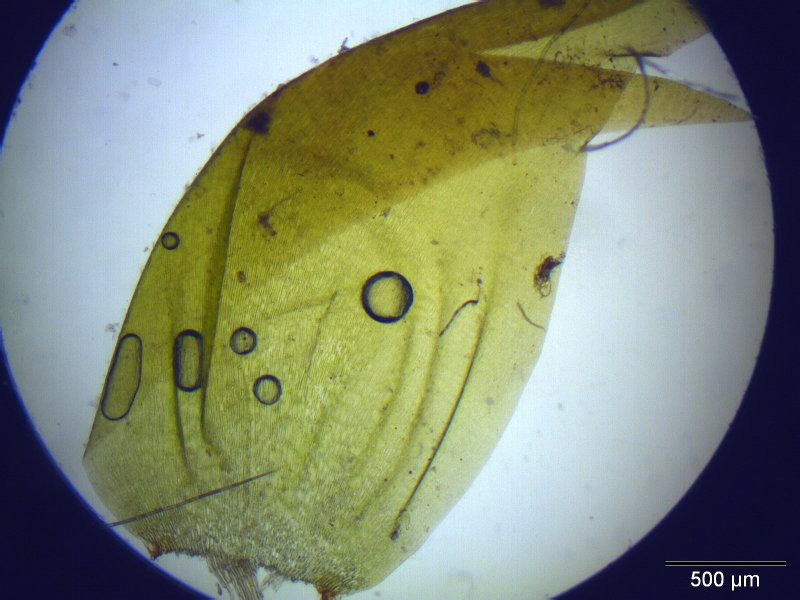
štírovec dutolistý – lístek

Rostliny spíše robustní, zelené, hnědé až černavé, ve volných polštářích nebo ponořené a plovoucí.
Lodyžky 10 – 25 cm dlouhé, ojediněle nepravidelně zpeřeně větvené, špičky lodyh i větví hákovité; hyalodermis většinou alespoň zčásti přítomna, korové buňky tlustostěnné, centrální svazek nepříliš zřetelný, může i chybět. Lodyžní lístky silně vyduté, 2,5 – 3,5 mm dlouhé a 0,9 – 2,4 mm široké, téměř okrouhlé až široce oválné či oválně kopinaté, náhle zúžené v zaoblenou nebo krátce zašpičatělou špičku, někdy postupně zúžené do kopinaté špičky, v horní části srpovitě zakřivené. Žebro dvojité či rozdvojené, vzácně může i chybět, většinou končí nedaleko báze, nejvýše ještě před polovinou listu. Větevní lístky spíše široce oválné či oválně kopinaté, poněkud menší než lodyžní lístky. Buňky čárkovité, křídelní buňky v počtu 5 – 20, bezbarvé, nafouklé, až 20 µm široké, vytvářejí příčně trojbokou skupinu nesbíhavou po lodyžce. Štět poměrně dlouhý, 4 – 6 cm. Tobolka válcovitá, silně zakřivená, 2,5 – 3,2 mm dlouhá a 1,0 – 1,3 mm široká. Víčko kuželovité.
Dvoudomý druh, zřídka plodný, na území ČR se rozšiřuje vegetativně.
Možné záměny: vzhledem k mohutnému vzrůstu, srpovitým listům bez žebra a mokřadní ekologii jsou záměny nepravděpodobné.

## Ekologie
Svým výskytem je vázán na slatinné a rašelinné biotopy se středně vysokým až vysokým obsahem vápenatých iontů. Vyhledává nejvlhčí části těchto stanovišť, často roste ponořen v malých bazéncích, tůňkách a příkopech či při březích jezer. Byl zaznamenán i na sekundárních lokalitách vzniklých činností člověka – Provodínská pískovna na Dokesku.

## Rozšíření
Holarktický druh. V České republice byl druh recentně ověřen na 8 lokalitách, 6 z nich leží na Dokesku a v Polabí, 2 na Českomoravské vrchovině. Štírovec dutolistý je vzácný druh, v aktuální verzi červeného seznamu mechorostů ČR je zařazen mezi ohrožené taxony (kategorie EN).
Štírovec dutolistý je udáván například z lokalit Břehyně, Baronský rybník, Chvojnov, Polabská Černava, Provodínská pískovna, Swamp a Ranská jezírka.

## Ohrožující faktory a péče o lokality
Druh je ohrožen především poklesem hladiny vody na lokalitách, ztrátou heterogenity terénu a vysycháním zvodnělých depresí. Kromě zachování stávající hladiny spodní vody je nutné lokality pravidelně a kvalitně obhospodařovat (každoroční kosení na nízké strniště, důkladné vyhrabání a včasné odklizení biomasy, likvidace náletových dřevin), dále je vhodné v bezprostřední blízkosti druhu provádět ruční vyhrabání konkurenčně silnějších mechorostů a odstranění trsnatých trav a ostřic.